# Backbone.js
Backbone.js – biblioteka programistyczna napisana w języku JavaScript wykorzystywana do tworzenia aplikacji internetowych na pojedynczej stronie. Biblioteka została zbudowana z użyciem interfejsu RESTful JSON i bazuje na wzorcu Model-View-Controller (MVC). Backbone.js jest lekką biblioteką wymagającą do działania tylko Underscore.js. Twórcą biblioteki jest Jeremy Ashkenas, znany jako twórca języka CoffeeScript.

## Użycie[3]
Backbone.js został wykorzystany między innymi na tych stronach:
- Bitbucket
- Code School
- CloudApp
- DocumentCloud
- Foursquare(inne języki)
- Groupon Now
- Hulu
- Khan Academy
- LinkedIn Mobile
- SoundCloud
- Trello
- USA Today.com
- WordPress.com
- allegro.pl

Oraz aplikacjach Smart TV:
- IPLA Smart TV (Samsung Tizen, Panasonic)